# Mniobia ocypetes
Mniobia ocypetes är en hjuldjursart som beskrevs av Berzinš 1982. Mniobia ocypetes ingår i släktet Mniobia och familjen Philodinidae. Inga underarter finns listade i Catalogue of Life.